# Ostrovánky
Ostrovánky (deutsch Ostrowanek, früher Ostrawsko) ist eine Gemeinde in Tschechien. Sie liegt sechs Kilometer nordwestlich von Kyjov und gehört zum Okres Hodonín.

## Geographie

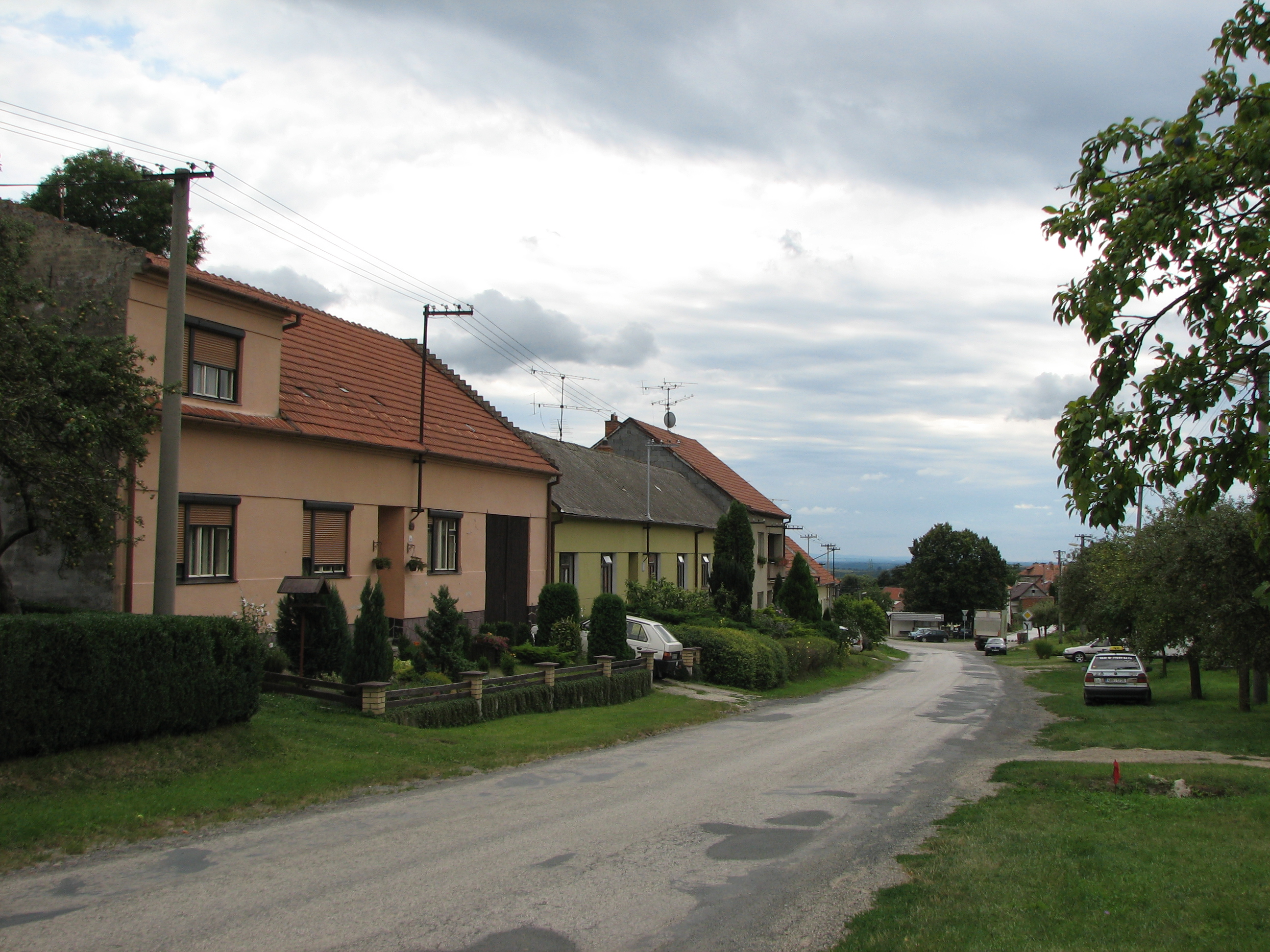
Ostrovánky – Hauptstraße

Ostrovánky befindet sich am südlichen Fuße des Steinitzer Waldes im Hügelland Věteřovská vrchovina. Im Dorf entspringt der Bach Sobůlský potok. Nordöstlich erhebt sich die Bukovany (355 m), im Südosten die Nová hora sowie südwestlich die Lysé hory (355 m).
Nachbarorte sind Nechvalín im Norden, Bohuslavice im Nordosten, Bukovany im Osten, Boršov, Nětčice und Kyjov im Südosten, Sobůlky im Süden, Strážovice, Věteřov und Dražůvky im Südwesten, Archlebov im Westen sowie Ždánice und Lovčice im Nordwesten.

## Geschichte
Die erste urkundliche Erwähnung von Ostrowanek erfolgte 1131 in einem Verzeichnis des Bistums Olmütz über den Besitz der Burgkirche Břeclav. Konstanze von Ungarn schenkte 1204 dem Kloster Hradisch einen öden Acker bei Ostrowanek. Nachdem das Dorf erloschen war, wurde es im 13. Jahrhundert wiederbesiedelt und als Ostrawsko bzw. Ostrafan bezeichnet. 1227 vermachte es Kojata IV. von Hrabischitz nach dem Tode seiner Frau Vratislava testamentarisch der Kirche St. Wenzel am Zderaz. Im Jahre 1350 gehörte ein Teil des Dorfes zur Herrschaft Mouchnice. 1373 war Nahrad von Ostrowanek Besitzer der Dörfer Ostrowanek und Sobůlky. Marsik von Ostrowanek kaufte 1385 Ostrowanek von Andreas Kyg zurück. 1417 verkaufte Marsiks Witwe ihre Morgengabe in Ostrowanek an Czenko von Butschowitz. Besitzer des Dorfes blieben ihre beiden Söhne Johann und Hanusch. Im Laufe des 15. Jahrhunderts gelangte Ostrowanek gänzlich zur Herrschaft Butschowitz. Als Johann Berka von Dubá diese 1494 an Jan Kropáč von Nevědomí verkaufte, wurde Ostrowanek als Zubehör aufgeführt. 1511 überließ Niklas Kropáč das inzwischen wieder verödete Dorf an Wenzel Pacak von Pačlavice, der es 1519 an Proček und Jan von Zástřizl auf Ždánice verkaufte. Das älteste Ortssiegel mit der Inschrift peczet diediny OSTROVAN stammt aus dem Jahre 1679. Das Dorf bestand im Jahre 1790 aus 30 Häusern und hatte 160 Einwohner. Aus dem Jahre 1821 ist ein weiteres Siegel überliefert. Bis zur Mitte des 19. Jahrhunderts blieb das Dorf dann immer nach Ždánice untertänig. Pfarr- und Schulort war Lovčice.
Nach der Aufhebung der Patrimonialherrschaften bildete Ostrovanky/Ostrowanek ab 1850 einen Ortsteil der Gemeinde Nechvalín in der Bezirkshauptmannschaft Gaya. Seit 1890 bildete Ostrovanky eine eigene Gemeinde. Seit Beginn des 20. Jahrhunderts ist der heutige Ortsname Ostrovánky gebräuchlich. Nach der Aufhebung des Okres Kyjov wurde der Ort 1960 dem Okres Hodonín zugeordnet. Seit 2001 führt Ostrovánky ein Wappen und Banner.

## Gemeindegliederung
Für die Gemeinde Ostrovánky sind keine Ortsteile ausgewiesen.

## Sehenswürdigkeiten

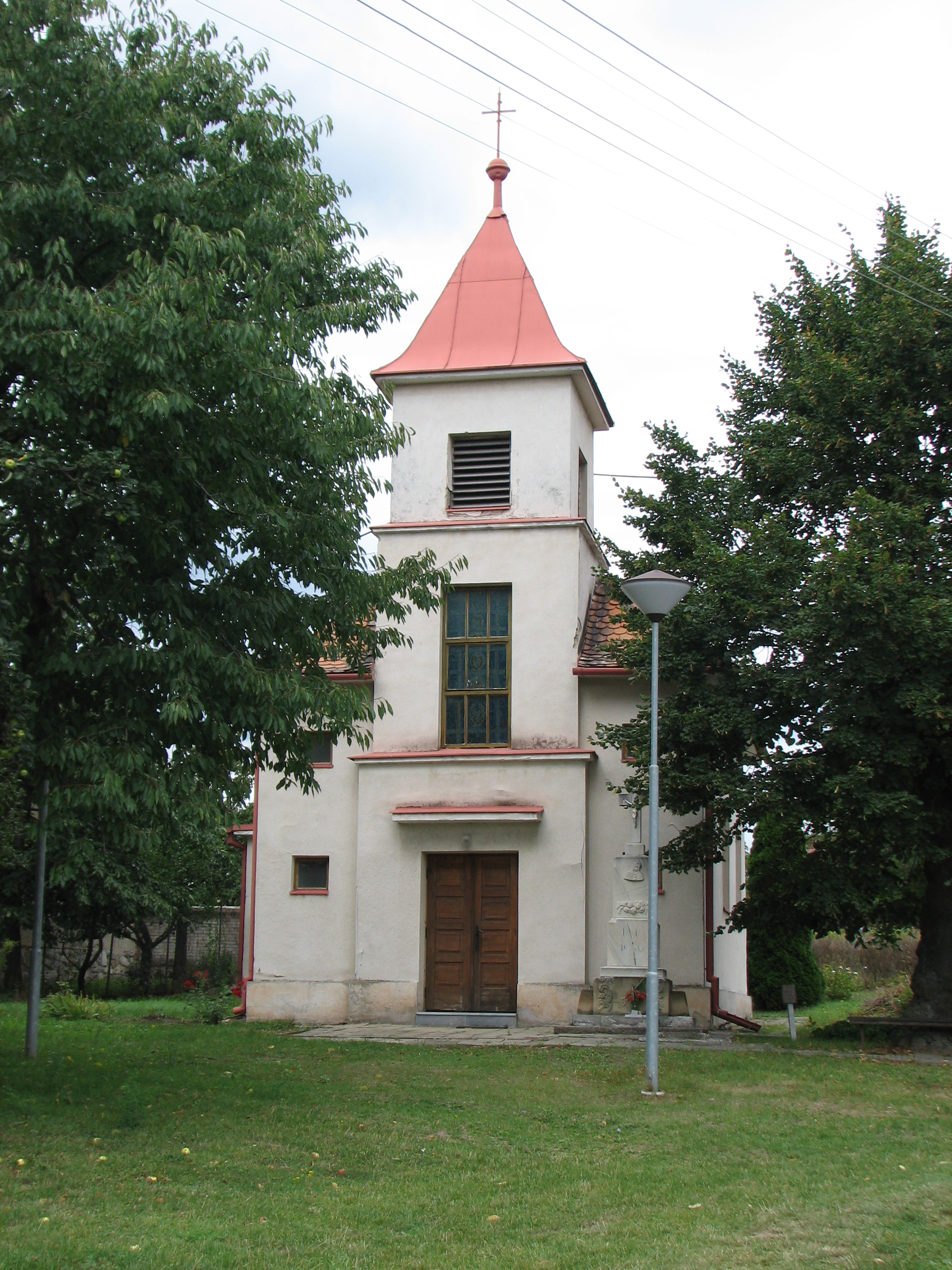
Kapelle des hl. Wenzel

- Kapelle des hl. Wenzel, an der Dorfstraße am nördlichen Ortsausgang. Sie wurde 1929 anlässlich des 1000. Todestages des heiligen Wenzel nach Plänen des Baumeisters Říhovský aus Kyjov errichtet und 1931 geweiht.
- Wegkapelle der Jungfrau Maria, südöstlich des Dorfes an der Straße nach Bukovany, errichtet 1882
- Kreuz und Freiheitslinde, zur Erinnerung an die Gefallenen des Ersten Weltkrieges und den Zusammenbruch der k.u.k. Monarchie
- Aussichtsturm Bukovanský mlýn, östlich des Dorfes